# Temnora bouyeri
Temnora bouyeri is een vlinder uit de familie pijlstaarten (Sphingidae). De wetenschappelijke naam van deze soort is voor het eerst geldig gepubliceerd in 2003 door Jean-Marie Cadiou.
De soort komt voor in het Afrotropisch gebied.